# بيل أكمان
ويليام بيل أكمان (بالإنجليزية: Bill Ackman) (ولد في 11 مايو 1966) هو مستثمر أمريكي ومدير المحفظة الوقائية. وهو المؤسس والرئيس التنفيذي لشركة بيرشينج سكوير كابيتال مانجمنت، وهي شركة لإدارة صناديق التحوط. يعتبر البعض أن أكمان مستثمر بالاتجاه المعاكس لكنه يعتبر نفسه مستثمرًا نشطًا.

## النشأة والتعليم
نشأ أكمان في تشابكوا، بنيويورك. ولد لأمه روني ني بوسنر وأبيه لورنس ديفيد أكمان رئيس شركة للتمويل العقاري في نيويورك تدعي مجموعة أكمان-زيف للاستثمار العقاري. وهو يهودي الديانة.
حصل أكمان على 1530 من 1600 في اختبار دخول الجامعات سات.
حصل على درجة البكالوريوس في الآداب بامتياز مع مرتبة الشرف من لجنة الدرجات في الدراسات الاجتماعية من كلية هارفارد في عام 1988. كانت أطروحته "تدرج جدار رابطة اللبلاب: التجربة الأمريكية اليهودية والآسيوية في القبول لجامعة هارفارد. في عام 1992، حصل على ماجستير في إدارة الأعمال من كلية إدارة الأعمال بجامعة هارفارد.

## المسار المهني

### شركاء جوثام
في عام1992، أسس أكمان شركة الاستثمار شركاء جوثام مع زميله في تخرج من جامعة هارفارد ديفيد بيركويتز. قامت الشركة باستثمارات صغيرة في الشركات العامة. وفي عام 1995, دخلت شركة أكمان في شراكة مع شركة التأمين والعقارات ليوكاديا ناشونال لتقديم عطاءات لمركز روكيفيلير. على الرغم من أنهم لم يفوزوا بالصفقة، إلا أن العرض أثار اهتمامًا متزايدًا في جوثام من المستثمرين، مما أدى إلى 500 مليون دولار من الأصول بحلول عام 1998. وبحلول عام 2002، أصبحت جوثام راسخة في التقاضي مع العديد من المساهمين الخارجيين الذين امتلكوا أيضًا حصة في الشركات التي استثمرت فيها جوثام.

### بيرشينج سكوير كابيتال مانجمنت
في عام 2004، مع 54 مليون دولار من أمواله الشخصية ومن شريكه التجاري السابق ليوكاديا ناشونال، بدأ أكمان إدارة بيرشينج سكوير كابيتال. في عام 2005 اشترت بيرشينغ حصة كبيرة في سلسلة مطاعم الوجبات السريعة وينديز وضغطت عليها بنجاح لبيع سلسلة تيم هورتنز دونات. خرج ويندي عن تيم هورتنز من خلال الاكتتاب العام في عام 2006 وجمع 670 مليون دولار لمستثمرين ويندي. بعد نزاع حول الخلافة التنفيذية التي دفعت أكمان إلى بيع أسهمه بربح كبير، انهار سعر السهم مما أثار انتقادات بأن بيع وحدة وينديز الأسرع نموًا ترك الشركة في وضع أضعف في السوق. وألقى أكمان باللوم على الأداء السيئ لرئيسهم التنفيذي الجديد.
في ديسمبر 2007، كانت أمواله تمتلك حصة 10 ٪ في شركة تارجت، بقيمة 4,2 مليار دولار من خلال شراء الأسهم والمشتقات.
في ديسمبر 2010، امتلكت أمواله حصة 38٪ في مجموعة بوردرز وفي 6 ديسمبر 2010، أشار أكمان إلى أنه سيمول شراء شركة بارنز ونوبل مقابل 900 مليون دولار أمريكي دولار أمريكي .  
في اجتماع لجنة يناقش بيرني مادوف في يناير 2009، دافع أكمان عن صديقه القديم عزرا ميركين، قائلاً: «هل ارتكب عزرا جريمة؟ لا أعتقد ذلك» و «أعتقد أن [ميركين] شخص نزيه، ذكي شخص، شخص مثير للاهتمام، مستثمر ذكي». في أبريل 2009، اتهمت ولاية نيويورك ميركين بالاحتيال المدني بسبب «توجيه 2,4 مليار دولار من أموال العميل سراً إلى احتيال بونزي برنارد مادوف دون إذن منهم». تم التوصل إلى تسوية في يونيو 2012 تتطلب من ميركين دفع 405 مليون دولار للضحايا بما في ذلك مجلس متروبوليتان على الفقر اليهودي. [بحاجة لمصدر]

#### استجابة لوباء الكوفيد١٩
قبل انهيار سوق الأوراق المالية لعام 2020 ، قامت شركة أكمان بالتحوط بمحفظة بيرشينج سكوير، مخاطرة 27 مليون دولار لشراء حماية الائتمان، وتأمين المحفظة ضد الخسائر الحادة في السوق. كان التحوط فعالاً، حيث حقق 2,6 مليار دولار في أقل من شهر واحد.
في 18 مارس 2018، في مقابلة عاطفية مع سي اب بي سي، دعا أكمان الرئيس ترامب إلى «إغلاق لمدة 30 يومًا» للاقتصاد الأمريكي لإبطاء انتشار فيروسات التاجية وتقليل الخسائر في الأرواح وما يتبع ذلك من دمار اقتصادي ناجم عن الإغلاق. عبر أكمان عن خوفه على حياة عائلته. وحذر من أنه من دون تدخل، فإن أسهم الفنادق «ستصل إلى الصفر»، وقال إن أمريكا «يمكن أن تنتهي كما نعرفها». كما حذر الشركات الأمريكية من وقف برامج إعادة شراء الأسهم لأن «الجحيم قادم». تلقى أكمان في وقت لاحق انتقادات لشراء حصص أسهم مخفضة في الشركات التي كان يحذر من أنها قد تفشل؛  ومع ذلك، فقد حقق أكمان بالفعل ما يقرب من نصف المكاسب قبل الظهور خلال مقابلة سي اب بي سي.

## أسلوب الاستثمار
قال أكمان إن أكثر استثماراته نجاحًا كانت دائمًا مثيرة للجدل، وأن أول قاعدة للاستثمار النشط هي «إجراء مكالمة جريئة لا يؤمن بها أحد».
يصف البحث المنشور في جامعة أكسفورد أنشطة أكمان مع سكك حديد المحيط الهادئ الكندية على أنها نموذج «للنشاط المنشغل»، وهو أطول في الطبيعة مع فوائد مرتبطة بالاقتصاد الحقيقي، ومتميزة عن «النشاط المالي» على المدى القصير.
وقد أشاد مسؤولون حكوميون أمريكيون، ورؤساء صناديق التحوط الأخرى، ومختلف مستثمري التجزئة والجمهور العام، بأسلوب الاستثمار في أكمان وانتقدوه. [بحاجة لمصدر] أبرز مسرحياته في السوق تقصير سندات MBIA خلال الأزمة المالية 2007-2008 ، وصراعه بالوكالة مع سكك حديد المحيط الهادئ الكندية، ورهاناته في شركة تارجت، وفالينت للأدوية، وشواء جبوتلي المكسيكي. [بحاجة لمصدر] من عام 2012 إلى عام 2018، عقدت أكمان بقيمة مليار دولار باختصار ضد الشركة التغذية هرباليفي، وهي شركة كان قد ادعى هو نظام هرمي صممت لتكون التسويق متعدد المستويات شركة. تم الإبلاغ عن جهوده في الفيلم الوثائقي الرهان على الصفر.

## آراء شخصية

### دعم إسرائيل
أعرب بيل أكمان عن دعمه العلني لتصرفات إسرائيل في حرب غزة. في 8 أكتوبر/تشرين الأول 2023، عقب الهجوم الذي شنته حماس على إسرائيل في 7 أكتوبر/تشرين الأول، وقّعت عدة مجموعات طلابية جامعية في جامعة هارفارد رسالةً تُدين تصريحات مسؤولين إسرائيليين توعدوا فيها بـ"فتح أبواب الجحيم" في قطاع غزة، وتُحمّل نظام الفصل العنصري الإسرائيلي مسؤولية الحرب، وتُشير إلى أن الحصار الإسرائيلي حوّل غزة إلى "سجن مفتوح". ودعت الرسالة جامعة هارفارد إلى "اتخاذ إجراءات لوقف الإبادة الجماعية المستمرة في غزة بحق الفلسطينيين"." ردًا على ذلك، طالب أكمان بنشر أسماء جميع الطلاب المشاركين في توقيع الرسالة لضمان عدم قيام شركته أو أي جهة أخرى بتوظيف أيٍّ منهم "عن غير قصد". ونشر أكمان: "لا ينبغي لأحد أن يتخفى وراء ستار الشركات عند إصدار بيانات تدعم أعمال الإرهابيين"، ويجب "نشر الأسماء حتى تُعرَف آراؤهم".
حظي موقف أكمان بدعم من الرؤساء التنفيذيين الآخرين مثل جوناثان نيمان. قال رئيس جامعة هارفارد السابق لورانس سامرز إن طلب أكمان لقائمة الأسماء يشكل مكارثية.

## الحياة الشخصية
تزوج أكمان من كارن هركوفيتز، مهندسة العمارة في عام 10 يوليو 1994، ولديهما ثلاثة بنات: الويس أكمان، لوسي أكمان، وليزا اكمان. وفي 22 ديسمبر 2016، أفيد أن الزوجين قد انفصلا.
في عام 2018، خطب أكمان نيري أوكسمان. ثم تزوجا أوكسمان وأكمان في المعبد المركزي بمنهاتن في يناير 2019، وأنجبا أول طفل لهما معًا في ربيع 2019.  

## فهرس
- أكمان، بيل. من الذي يريد ان يكون مليونيرا؟ . (2014) مع بيرشينج سكوير كابيتال مانجمنت.

## روابط خارجية
- بيل أكمان على موقع IMDb (الإنجليزية)
- بيل أكمان على موقع قاعدة بيانات الفيلم (الإنجليزية)